# John Muldoon (rugby à XV, 1982)
Pour les articles homonymes, voir John Muldoon et Muldoon.

a Compétitions nationales et continentales officielles uniquement.

b Matchs officiels uniquement.
Dernière mise à jour le 1 novembre 2023.
John Muldoon, né le 30 novembre 1982 à Portumna (Irlande), est un joueur international irlandais de rugby à XV devenu entraîneur. Il est l'un des membres du staff du Connacht depuis 2023.
Au cours de sa carrière de joueur, Muldoon joue au poste de troisième ligne, principalement en tant que numéro 8 mais aussi en tant que troisième ligne aile. Il joue toute sa carrière professionnelle avec l'équipe provinciale irlandaise du Connacht de 2003 à 2018 et représente l'Irlande au niveau international. Il détient le record d'apparitions pour le Connacht avec 327 matchs, et est également le joueur le plus capé du Pro14.
Avant de devenir joueur de rugby professionnel, il a aussi joué au hurling avec l'équipe de Portumna.

## Biographie

### Jeunesse et formation
Muldoon est né à l'hôpital de Portiuncula à Ballinasloe et grandit à Portumna dans l'est du comté de Galway . Il a fréquenté l'école nationale Gortanumera à Ballyshrule. Il étudie à l'école communautaire de Portumna.
Muldoon joue au hurling dans sa jeunesse, avec le club local de Portumna GAA. Il représente Galway au niveau inter-comté dans les catégories de jeunes. En 2000, il fait partie de l'équipe de Galway qui remporte le All-Ireland Minor Hurling Championship, en tant que remplaçant inutilisé lors de la finale contre Cork . Le hurling était le sport principal de Muldoon en grandissant, et il idolâtrait Joe Cooney (en).
John Muldoon ne commence à jouer au rugby qu'à l'âge de 14 ans. Il commence ce sport avec la Portumna Community School après que son frère aîné, Ivan, ait joué l'année précédente. Il devient ensuite capitaine de l'équipe de l'école lors de la Connacht Junior Schools Cup. Il joue avec le Nenagh Ormond RFC (en) car le club de rugby de Portumna a disparu et n'est rétabli qu'en 2002. Il remporte une All-Ireland U-18 Cup avec Nenagh en 2000.

### Carrière en club

#### Début de carrière
Après avoir remporté une All-Ireland U-18 Cup avec Nenagh, John Muldoon déménage à Galway pour étudier en génie industriel au Galway-Mayo Institute of Technology. Il tente de rejoindre le club de rugby universitaire, mais il n'y avait pas assez de membres pour une équipe. Muldoon, qui jouait pour l'équipe irlandaise des moins de 19 ans, avait besoin de s'entraîner et est alors invité à s'entraîner avec les Galwegians. Après avoir impressionné lors de la session, Muldoon est invité à rejoindre l'équipe par le directeur du rugby du club, John Kingston. Muldoon joue pour les Galwegians lors de la Coupe des moins de 20 ans du Connacht.

#### Connacht

##### Première années (2003–2008)
John Muldoon est remarqué par le Connacht, qui lui offre un contrat d'entraînement à l'été 2001. Il était encore sous contrat de développement à temps partiel en 2003 lorsque le Connacht a failli être fermé par la fédération irlandaise par mesure de réduction budgétaire. Avec le départ massif des joueurs qui a suivi, Muldoon obtient son premier contrat complet pour la saison suivante,.
Il joue pour la première fois avec le Connacht durant la saison 2003-2004 de la Celtic League. Cette saison voit également son ancien entraîneur avec la sélection irlandaise des moins de 21 ans Michael Bradley prendre la relève en tant qu'entraîneur du Connacht, rejoignant la province peu de temps après que Muldoon ait signé son premier contrat. Muldoon avait une relation difficile avec Bradley au début, disant : « Nous avions une relation correcte, mais pas brillante. Je sais que quand il a pris la relève, j'avais pensé "oh non". Plus tard, Brads m'a dit que j'atteignais mon plafond et un an plus tard que j'étais trop performant ». Il fait ses débuts en tant que remplaçant lors d'un match contre l'équipe écossaise des Border Reivers. Il dispute un total de quatre matchs de championnat cette saison-là, dont deux titularisations.
La saison suivante, John Muldoon devient un joueur régulier de l'équipe du Connacht. Il joue dix-sept fois pour l'équipe durant la Celtic League 2004-2005, commençant onze de ces matchs. Il marque le premier essai de sa carrière avec le Connacht le 4 septembre 2004, lors d'un match de championnat contre Glasgow. Il fait aussi ses débuts européens cette saison-là lors de la Challenge européen 2004-2005 . Son premier match dans la compétition est contre les Français du RC Narbonne . Il joue dans chacun des matchs de la province dans la compétition à l'exception du deuxième face aux Sale Sharks . Muldoon est titulaire lors de chacun de ces matchs et marque des essais contre Montpellier et Grenoble alors que le Connacht atteint les demi-finales.
Au cours des saisons suivantes, Muldoon continue d'être un membre clé de l'équipe du Connacht. Il dispute dix-neuf matchs pour la province en Celtic League 2005-2006 et débute dans les sept matchs de l'équipe lors du Challenge européen 2005-2006, tandis que la saison suivante, il commence dix-neuf matchs de championnat et quatre des six matchs de Challenge européen. Au cours de la saison 2007-2008, Il dispute dix-sept matchs de Celtic League, dont quinze en tant que titulaire et en joue quatre en Challenge européen,.

##### Capitaine de sa province (2008-2011)
Michael Bradley nomme John Muldoon capitaine du Connacht avant la saison 2008-2009, remplaçant Andrew Farley dans ce rôle. Il mène l'équipe dans un match pour la première fois contre les Ospreys le 5 septembre 2008, mais son équipe s'incline 3 à 16. Il dispute quinze autres matchs de championnat cette année-là, alors que le Connacht termine à nouveau en bas de la Celtic League. Le premier match européen de Muldoon en tant que capitaine a lieu contre l'équipe française de Dax lors du Challenge européen 2008-2009, et il marque à cette occasion un essai, et son équipe l'emporte 30 à 12 à l'extérieur. Lors de la première saison de Muldoon en tant que capitaine, l'équipe dépasse les phases de groupes, mais est battue en quart de finale par les Northampton Saints.
Durant la Celtic League 2009-2010, Muldoon dispute quatorze matchs pour le Connacht, commençant chacun d'entre eux alors que la province terminait en bas du tableau pour une troisième année consécutive. Le Connacht performe cependant bien mieux en Europe et domine son groupe, remportant les six matchs avec deux points de bonus. L'équipe se qualifie pour les quarts de finale en tant que tête de série de la compétition. En quart, ils affrontent l'équipe française de Top 14, le CS Bourgoin-Jallieu, les battant 23 à 20 grâce à un drop Miah Nikora. Le Connacht se qualifie ainsi pour les demi-finales où, le 30 avril 2010, ils affrontent le RC Toulon de l'ouvreur anglais Jonny Wilkinson. Toulon gagne 19-12 à Galway, Wilkinson marquant 14 points. Muldoon joue tous les matchs de son équipe sauf un, ne disputant pas le match à domicile contre l'Olympus Madrid . Il marque trois essais dans la compétition, franchissant la ligne contre Madrid, Bourgoin et les Worcester Warriors.
Au cours de la saison 2010-2011, l'ancien coéquipier de Muldoon au Connacht, Eric Elwood, reprend l'équipe. En Challenge européen, l'équipe ne réussit pas à sortir de son groupe, terminant deuxième derrière les futurs champions, les Harlequins. John Muldoon dispute quatre des six matchs européens de son équipe. Sur le plan national, le Connacht améliore son classement en championnat en terminant neuvième sur douze équipes, devant les Glasgow Warriors et les deux nouvelles équipes italiennes. Cependant, Muldoon rate une grande partie de la saison en raison d'une blessure, et ne dispute que huit matchs de la Celtic League 2010-2011,.

##### Heineken Cup (2011-2014)
Pour la saison 2011-2012, le Connacht se qualifie pour la première fois de son histoire pour la Heineken Cup, la plus prestigieuse compétition de rugby de clubs d'Europe. Le coéquipier au Galwegians de Muldoon et international irlandais, Gavin Duffy, a été nommé capitaine de l'équipe à sa place. Le début de saison voit également la Celtic League rebaptisée, devenant le Pro12 . Au cours de cette première saison de Pro12, John Muldoon joue chacun des vingt-deux matchs du Connacht, en étant titulaire à chaque fois, à deux exceptions près. Il dispute son tout premier match de H Cup le 11 novembre 2011, contre les Harlequins au Twickenham Stoop stadium. Il débute les six matchs de l'équipe, y compris la victoire face aux Harlequins lors du match retour à Galway, qui est la toute première victoire de Connacht en Heineken Cup.
Au cours de la saison 2012-2013, Muldoon ne joue pas aussi régulièrement que la saison précédente, encore une fois à cause d'une blessure. Il ne participe qu'à deux des rencontres du Connacht durant la Heineken Cup, mais réussit quand même à marquer son premier essai en dans la compétition contre les Zebre le 13 octobre 2012. Dans le Pro12, il dispute seize matchs, pour neuf titularisations.
Durant l'été 2013 Elwood quitte son poste d'entraîneur, et est remplacé par l'ancien international samoan Pat Lam. Muldoon commence l'année en partageant le capitanat avec Duffy et le joueur le plus ancien du Connacht, Michael Swift (en). Après une mauvaise forme qui est symbolisée par une défaite 43-10 contre Édimbourg, Craig Clarke, ancien capitaine vainqueur du Super Rugby avec les Chiefs, est nommé capitaine de l'équipe du Connacht avec Muldoon et les autres continuant à "mener hors du terrain". Muldoon atteint la barre des 200 matchs joués pour la province au cours de la saison 2013-2014, le 13 septembre 2013, contre les Cardiff Blues dans en Pro12. En décembre 2013, il prolonge son contrat avec le Connacht jusqu'en 2016.

##### Réintégré en tant que capitaine (2014-2018)
À la suite de la retraite forcée de Craig Clarke à la fin de la saison 2013-2014, à cause de commotions cérébrales répétées, John Muldoon retrouve son statut de capitaine de la province en août 2014. La saison suivante, il est titulaire lors des vingt-deux matchs de championnat du Connacht et participe à cinq des sept matchs de l'équipe en Challenge européen,. Le Connacht termine la saison en championnat par un classement historique avec une septième place, mais cela n'est pas suffisant pour jouer la Coupe d'Europe la saison suivante. L'équipe est donc engagée dans un barrage avec des équipes anglaises et françaises. Muldoon est capitaine du Connacht lors de leur barrage contre Gloucester, jouant tout le match. Le Connacht menait 18-25 dans les dernières minutes, mais une décision de pénalité controversée de Romain Poite donne à Gloucester une opportunité d'essai et envoie le match en prolongation, après quoi Gloucester sort vainqueur 40-32.
Avec le départ de son coéquipier Michael Swift à la fin de la saison précédente, Muldoon devient le joueurs le plus ancien et le plus capé du Connacht à partir de la saison 2015-2016. Le 11 septembre 2015, il fait sa 250e apparition pour le Connacht lors d'un match Pro12 contre les Glasgow Warriors. Le 28 mai 2016, le Connacht, dont il est le capitaine, remporte le tout premier trophée majeur de son histoire, le Pro12 2015-2016 après une victoire 20-10 contre Leinster en finale. Il est nommé homme du match pour sa performance dans le match.
John Muldoon continue de faire partie de l'équipe première tout au long de la saison 2016-2017, apparaissant dans tous les matchs sauf un,. En janvier 2017, après avoir envisagé de prendre sa retraite, il signe finalement un nouveau contrat et reste donc au Connacht pour la saison 2017-2018, l'emmenant dans sa 14e saison avec l'équipe. Le 15 avril 2017, il a fait sa 300e apparition pour le Connacht lors d'un match contre Leinster en Pro12.
Pat Lam quitte ensuite le Connacht pour Bristol à l'été 2017 et est remplacé par Kieran Keane, qui garde Muldoon dans son rôle de capitaine. En janvier 2018, Muldoon annonce qu'il prendrait sa retraite à la fin de la saison 2017-2018. Son dernier match a lieu contre Leinster en Pro14 le 28 avril 2018 au Sportsgrounds. Le résultat est une victoire de 47 à 10 pour le Connacht, Muldoon marquant ses derniers points pour la province en transformant le dernier essai marqué par son équipe.

### Carrière internationale

#### Irlande
John Muldoon a représenté son pays sur la scène internationale à différents niveaux. Après avoir joué pour la Portumna Community School et Nenagh Ormond à l'adolescence, il est sélectionné en équipe d'Irlande des moins de 19 ans. Muldoon a également été sélectionné pour l'équipe irlandaise des moins de 21 ans, qui était alors entraînée par Michael Bradley, son futur entraîneur au Connacht. Avec les moins de 21 ans, Muldoon joue aux côtés de Rory Best, qui a ensuite été capitaine de l'équipe d'Irlande senior et de Tommy Bowe, qui est devenu le deuxième meilleur marqueur international d'essais pour l'Irlande derrière Brian O'Driscoll,,.
John Muldoon est sélectionné pour l'équipe d'Irlande A à la fin de la saison 2005-2006. Il fait ses débuts pour l'équipe de deuxième niveau le 3 juin 2006 lorsqu'il est titulaire contre les États-Unis lors d'un match de poule de Churchill Cup en 2006. Il dispute aussi le match pour la troisième place contre l'England Saxons, entrant en jeu dans les dix dernières minutes. Il est de nouveau sélectionné pour la Churchill Cup en 2007 où il joue contre Canada et l'Écosse A.
Puis, il joue pour l'Irlande A le 13 février 2009, face à l'Écosse A, jouant les quatre-vingt minutes et marquant un essai lors d'un match amical qui a eu lieu pendant le Tournoi des Six Nations 2009. Plus tard dans la saison, avec l'absence de treize joueurs partis en tournée avec les Lions britanniques et irlandais ainsi que des joueurs du Leinster indisponibles après avoir atteint la finale de la H Cup, John Muldoon profite de cette situation pour être sélectionné pour la première fois de sa carrière en équipe d'Irlande pour leur tournée de 2009 en Amérique du Nord. Il connaît sa première cape avec l'Irlande le 23 mai 2009, lorsqu'il est titulaire contre le Canada, jouant 71 minutes dans une victoire 25-6. Il est également aligné contre les États-Unis la semaine suivante, jouant une heure dans une victoire 27-10. Plus tard ce mois-ci, Muldoon est capitaine de l'Irlande A lors de la Churchill Cup 2009. Il  participe à la phase de poule contre le Canada et à la finale contre les England Saxons, marquant un essai dans ce dernier match, permettant à l'Irlande de remporter le tournoi.
La saison suivante, Muldoon continue de jouer pour l'Irlande A. Il est titulaire contre l'Argentine A lors d'un match de fin d'année le 27 novembre 2009, qui s'est soldé par une victoire 31-0 pour les Irlandais,. Le 31 janvier 2010, il est titulaire pour l'équipe A, désormais rebaptisée Ireland Wolfhounds, contre les England Saxons lors d'un match de préparation pour le Tournoi des Six Nations 2010, qui s'est soldé par une défaite 17-13,. À la fin de la saison, Muldoon est inclus dans l'équipe senior pour les matchs d'été 2010. Il est titulaire avec l'Irlande dans un match non-officiel contre les Barbarians à Thomond Park le 4 juin 2010, que l'Irlande perd 23-29. Le 12 juin 2010, il est titulaire pour l'Irlande contre la Nouvelle-Zélande mais est obligé de quitter le terrain après une fracture du bras dès la 36e minutes. Son pays s'incline 66-28,. Cette blessure signifie qu'il manque le reste de la tournée. Muldoon ne joue plus pour les Ireland Wolfhounds avant le 28 janvier 2012. Il joue une rencontre contre les England Saxons lors d'un match de préparation au Tournoi des Six Nations en 2012, que les Wolfhounds perdent 23-17,.
John Muldoon compte ainsi 11 sélections avec les Wolfhounds et seulement 3 avec l'équipe d'Irlande.

#### Barbarians
En novembre 2017, John Muldoon est appelé par Robbie Deans pour jouer avec les Barbarians, qui doivent affronter les Tonga à Thomond Park. Sont aussi invités son coéquipier au Connacht, Quinn Roux, et son ancien coéquipier en sélection nationale, Donncha O'Callaghan. De plus, son ancien coéquipier du Connacht, Frank Murphy, arbitre le match. Muldoon remplace à la 51e minute l'international italien Simone Favaro et les Baa-Baas s'imposent 27 à 24.

### Carrière d'entraîneur
Il est annoncé, en avril 2018, que John Muldoon assumerait le rôle d'entraîneur de la défense, dans l'équipe promue en Premiership, les Bristol Bears à partir de la saison 2018-2019. Cette décision le réunit avec son ancien entraîneur du Connacht, Pat Lam, actuellement entraîneur principal du club. Il occupe ce poste durant cinq ans, entraînant aussi l'attaque, avant de retourner dans son club au Connacht en 2023, afin d'y intégrer le staff de l'équipe professionnelle.

## Statistiques

### En province
| Saison         | Club           | Championnat    | Championnat | Championnat | Coupe d'Europe     | Coupe d'Europe | Coupe d'Europe |
| Saison         | Club           | Compétition    | Matchs      | Essais      | Compétition        | Matchs         | Essais         |
| -------------- | -------------- | -------------- | ----------- | ----------- | ------------------ | -------------- | -------------- |
| 2003-2004      | Connacht       | Celtic League  | 4           | -           | Challenge européen | -              | -              |
| 2004-2005      | Connacht       | Celtic League  | 17          | 2           | Challenge européen | 8              | 2              |
| 2005-2006      | Connacht       | Celtic League  | 19          | 1           | Challenge européen | 7              | -              |
| 2006-2007      | Connacht       | Celtic League  | 19          | 1           | Challenge européen | 4              | -              |
| 2007-2008      | Connacht       | Celtic League  | 17          | -           | Challenge européen | 4              | -              |
| 2008-2009      | Connacht       | Celtic League  | 16          | -           | Challenge européen | 4              | 1              |
| 2009-2010      | Connacht       | Celtic League  | 14          | -           | Challenge européen | 7              | 3              |
| 2010-2011      | Connacht       | Celtic League  | 8           | -           | Challenge européen | 4              | -              |
| 2011-2012      | Connacht       | Pro12          | 22          | -           | Coupe d'Europe     | 6              | -              |
| 2012-2013      | Connacht       | Pro12          | 14          | -           | Coupe d'Europe     | 2              | 1              |
| 2013-2014      | Connacht       | Pro12          | 19          | 3           | Coupe d'Europe     | 5              | -              |
| 2014-2015      | Connacht       | Pro12          | 22          | -           | Challenge européen | 6              | -              |
| 2015-2016      | Connacht       | Pro12          | 23          | -           | Challenge européen | 4              | 3              |
| 2016-2017      | Connacht       | Pro12          | 21          | 2           | Coupe d'Europe     | 7              | 1              |
| 2017-2018      | Connacht       | Pro14          | 19          | 2           | Challenge européen | 5              | 1              |
| Total Connacht | Total Connacht | Total Connacht | 254         | 11          | Coupes d'Europe    | 73             | 12             |

### Internationales
John Muldoon compte plusieurs capes avec les sélections irlandaises dans les catégories de jeunes. Il en compte trois avec l'équipe d'Irlande.
| Année | Compétition | Matchs | Points | Essais |
| ----- | ----------- | ------ | ------ | ------ |
| 2009  | Test matchs | 2      | -      | -      |
| 2010  | Test matchs | 1      | -      | -      |
| Total | Total       | 3      | 0      | 0      |

## Palmarès
- Connacht
  - Vainqueur du Pro12 en 2016